# Cytherea latifrons
Cytherea latifrons är en tvåvingeart som beskrevs av Paramonov 1930. Cytherea latifrons ingår i släktet Cytherea och familjen svävflugor. Inga underarter finns listade i Catalogue of Life.